# سیارک ۲۳۴۷۲
سیارک ۲۳۴۷۲ (به انگلیسی: 23472 Rolfriekher، نامگذاری:1990TZ10) بیست و سه هزار و چهارصد و هفتاد و دومین سیارک کشف شده‌است که در ۱۰ اکتبر ۱۹۹۰ کشف شد.
قدر مطلق سیارک برابر ۱۷.۰ است.